# Bože, cos ráčil
Bože, cos ráčil, známá tež jako Dědictví otců zachovej nám, Pane, jenž je někdy označována jako velehradská hymna, je moravská duchovně-vlastenecká poutní píseň ke sv. Cyrilu a Metodějovi, jejíž text napsal Vladimír Šťastný v roce 1893 na nápěv polské lidové písně Boże, coś Polskę (česky Bože, cos Polsku). V jednotném kancionále je označena číslem 828. Je oblíbená zejména na Moravě, kde je jednou z hlavních písní Dnů lidí dobré vůle na Velehradě. Během velehradské pouti v roce 1985 ji věřící zpívali včetně její poslední sloky, která byla za komunistického režimu pro svůj obsah zakázaná.
Nelze ji zaměňovat se slovenskou písní Bože, čos’ ráčil slovenskému ľudu z roku 1917 (zařazenou do Jednotného katolického zpěvníku pod číslem 524), jejíž text napsal Tichomír Milkin a melodii složil Mikuláš Schneider-Trnavský.

## Slova
1. Bože, cos ráčil před tisíci roky
rozžati otcům světlo víry blahé,
jenžto jsi řídil apoštolů kroky
z východu k naší Moravěnce drahé.
[: K tobě hlas prosby z této vlasti vane:
Dědictví otců zachovej nám, Pane! :]
2. Na Velehradě bratři ze Soluně,
Cyril a Metod, kázali nám spásu;
ochranu skytli v církve svatém lůně,
učili národ znáti ctnosti krásu.
[: Od doby té nám světlo víry plane:
Dědictví otců zachovej nám, Pane! :]
3. Jazykem rodným Boží chválu pěli,
mateřskou řečí knihy svaté psali,
získali láskou Kristu národ celý,
život nám na vše věky zachovali.
[: Nezhyne rod, jenž věřit neustane:
Dědictví otců zachovej nám, Pane! :]
4. Kolik to bouří nad vlastí se sneslo,
o život bylo zápasit nám v boji,
mohutné sídlo Svatopluka kleslo,
Velehrad víry bez pohromy stojí.
[: Apoštolů to dílo požehnané:
Dědictví otců zachovej nám, Pane! :]
5. Velehrad náš, ten rozkvétá vždy znova
a žádná moc už nám jej nerozboří,
pokud náš národ v hloubi srdce chová
důvěru k Matce, která divy tvoří.
[: Maria za nás prosit nepřestane:
Dědictví otců zachovej nám, Pane! :]
6. Otcové naši, svatí apoštolé,
ctí vaše jména stále národ vděčný.
Neopouštějte nikdy svého pole,
ať vaše setba dozraje v plod věčný.
[: Ať na ni rosa požehnání kane:
Dědictví otců zachovej nám, Pane! :]
7. I když se pyšná nevěra kol vzmáhá
a peklo seje koukol nových zmatků,
nebudem dbáti odvěkého vraha,
nedáme sobě bráti věčných statků.
[: Víře vždy věrní budou Moravané:
Dědictví otců zachovej nám, Pane! :]